# Gabrijela Skender
Gabrijela Skender (* 7. Oktober 1999) ist eine kroatische Skilangläuferin.

## Werdegang
Skender, die für den TSK Ravnogorac startet, nahm im Februar 2015 in Mavrovo erstmals am Balkancup teil und belegte dabei die Plätze neun und acht über 5 km Freistil. Bei den Olympischen Jugend-Winterspielen 2016 in Lillehammer errang sie den 30. Platz im Cross und den 12. Platz im Sprint und bei den Juniorenweltmeisterschaften 2016 in Râșnov den 70. Platz über 5 km klassisch und den 56. Platz im Sprint. Im folgenden Jahr kam sie bei den Juniorenweltmeisterschaften in Soldier Hollow über 5 km klassisch und im Sprint jeweils auf den 52. Platz und beim Europäischen Olympischen Winter-Jugendfestival 2017 in Erzurum auf den 20. Platz im Sprint und den 17. Rang über 5 km klassisch. Im Januar 2017 erreichte sie in Gerede mit dem zweiten Platz über 5 km klassisch ihre erste Podestplatzierung im Balkancup. Bei den nordischen Skiweltmeisterschaften 2017 in Lahti lief sie auf den 67. Platz im Sprint und bei den Olympischen Winterspielen in Pyeongchang auf den 65. Rang im Sprint. Ende Januar 2018 belegte sie bei den Juniorenweltmeisterschaften in Goms den 76. Platz im Sprint und den 75. Rang über 5 km klassisch. Im folgenden Jahr lief sie bei den nordischen Skiweltmeisterschaften in Seefeld in Tirol auf den 82. Platz im Sprint und auf den 80. Rang über 10 km klassisch.